# 現代宇宙論
現代宇宙論（げんだいうちゅうろん、contemporary cosmology）は、すなわち、現代の宇宙論である。現代の科学者が「現代宇宙論」という言葉で指しているのは、おおむね英語の physical cosmology （フィジカル・コスモロジー）に相当する。フィジカル・コスモロジーは、物理学と天文物理学の一部門であり、宇宙の大規模構造および宇宙の生成や宇宙の変化に関する根本的な問題を扱っている。

## 概論
現代の宇宙論は大まかに言って宇宙に存在する最も大きな天体（銀河、銀河団、超銀河団）を扱い、また宇宙の最も初期に形成された独特の天体（クエーサー）や、ほぼ一様だった最初期の宇宙自身を研究対象とする。
素粒子物理学の実験結果に強く影響されること、研究内容が天体物理学や一般相対性理論、プラズマ物理学から現象学や超弦理論(M理論)、量子力学などに及ぶといった点で、物理学の中では異質の学問分野である。

## 研究分野
以下に現代宇宙論での最も活動的な研究分野のいくつかを大まかな時系列順に挙げる。このリストはビッグバン宇宙論の全てを網羅するものではない。

### 最初期の宇宙
初期の高温の宇宙については、宇宙創生から約10-33秒後から始まったビッグバンによってうまく説明されるが、いくつかの問題もある。その一つは、現在の素粒子物理学の理論からは、宇宙が平坦で一様・等方になる必然的理由が存在しない、というものである。しかも、素粒子物理学の大統一理論では宇宙にモノポールが存在するはずだが、実際には全く見つかっていない。これらの問題は、宇宙初期にインフレーションと呼ばれる時期が存在したと仮定することで解決される。このインフレーションによって我々の宇宙は平坦になり、非等方性や非一様性も観測可能なレベル以下に均され、モノポールも指数関数的膨張によって薄められる。インフレーション宇宙の背後にある物理モデルは非常に単純だが、これはまだ素粒子物理学の側面からは検証されておらず、インフレーションと量子場理論の両立には困難な問題が存在している。宇宙論研究者の中には、ひも理論やブレイン宇宙論がインフレーションに代わる解決策を提供すると考えている人々もいる。
宇宙論におけるもう一つの大きな問題に、我々の宇宙には物質が反物質よりも多く含まれているという問題がある。宇宙論研究者は宇宙のX線観測によって、我々の宇宙は物質と反物質が占める領域に分かれているのではなく、圧倒的大部分が物質でできている、と推定している。この問題はバリオンの非対称性と呼ばれ、このような非対称性が生まれた過程をバリオン数生成と呼ぶ。バリオン数生成の理論は1967年にアンドレイ・サハロフによって作られ、バリオンと反バリオンの非対称性が生み出されるためにはCP対称性と呼ばれる素粒子物理学の対称性が物質と反物質について破れていることが必要とされている。しかし現在の加速器実験では、CP対称性の破れの測定値はバリオンの非対称を説明するには小さ過ぎることが分かっている。宇宙論研究者と素粒子物理学者は初期宇宙に存在した別のCP対称性の破れがバリオン非対称を説明するかもしれないと考えている。
バリオン数生成の問題とインフレーション宇宙の問題は共に素粒子物理学と深く関係しており、その解決は宇宙の観測よりも高エネルギー物理学の理論や実験からもたらされるかもしれない。

### ビッグバン元素合成
ビッグバン元素合成は初期宇宙での元素の生成理論である。初期宇宙での元素合成は宇宙創生から約3分が経過し、宇宙の温度が核融合反応が止まるほどに下がった時点で終了した。ビッグバン元素合成が起こった時間はこのように短いため、この過程で作られた元素は恒星内部での元素合成と異なり最も軽い元素のみだった。元素合成は水素イオン（陽子）から始まり、主として重水素とヘリウム4、リチウムが作られた。これ以外の元素はごく微量しか作られなかった。元素合成の基礎理論は1948年にジョージ・ガモフ、ラルフ・アルファー、ロバート・ハーマンによって作られて以来数十年にわたって研究されており、元素合成はビッグバン時代の物理を知る非常に敏感なプローブとなる。なぜなら、ビッグバン元素合成の理論は宇宙初期から存在する軽元素の存在量や初期宇宙の特徴と結び付いているからである。具体的には、元素合成の理論が等価原理のテストやダークマターの検出、ニュートリノ物理学のテストなどに用いられている。宇宙論研究者の中には、ビッグバン元素合成によって第4の「無菌状態（sterileの訳語・同語には他に不妊、不毛などの意がある）」のニュートリノが存在することが示唆されると提唱している人々もいる。

### 宇宙マイクロ波背景放射
宇宙マイクロ波背景放射は、原子が最初に形成され、ビッグバンによって生み出された放射が荷電イオンによるトムソン散乱を受けなくなった再結合期（宇宙の晴れ上がり）以来残っている放射である。この背景放射は1965年にアーノ・ペンジアスとロバート・ウィルソンによって最初に観測され、完全な黒体放射のスペクトルを持っている。放射の温度は今日では2.7Kで、105 分の1の精度で等方的である。初期宇宙のわずかな非一様性の進化を記述する宇宙論的ゆらぎの理論によって、研究者は背景放射の角パワースペクトルを正確に計算することができ、同時に最近の衛星観測実験（COBE や WMAP）や多くの地上観測・気球観測実験（Degree Angular Scale Interferometer, Cosmic Background Imager, MAXIMA, BOOMERanG）によって測定が行なわれている。これらの研究の目標の一つは、Λ-CDMモデルの基本パラメータを高い精度で測定することであり、またビッグバンモデルの予言をテストし、新たな物理学を探求することである。例として、最近行なわれた WMAP による観測結果はニュートリノの質量に制限を与えている。
また、宇宙マイクロ波背景放射の偏光を測定するという新たな実験も試みられている。これによって理論がさらに確認され、また宇宙のインフレーションや、銀河や銀河団と宇宙マイクロ波背景放射との相互作用によって起こるスニヤエフ・ゼルドビッチ効果やザックス・ヴォルフェ効果といったいわゆる第二の非等方性に関する情報が得られるものと考えられている。

### 大規模構造の形成・進化
宇宙で最も大きな、また最も初期に存在した構造（クエーサー、銀河、銀河団、超銀河団）の形成と進化について理解する研究は、宇宙論の主要な目的の一つである。現在、宇宙論に関わる研究者は階層的構造形成モデルを標準モデルと考え研究を行なっている。これは宇宙に存在する構造はより小さな天体から作られ、そこから小質量の構造が衝突・合体を繰り返すことで、銀河団・超銀河団のような大質量の構造が形成されたとするモデルである。この様に小質量の構造から構造形成が進むシナリオはボトムアップ・シナリオと呼ばれている。超銀河団のような最も大きな構造は、ビリアル平衡に達しておらず、現在でも進化していると考えられている。宇宙の構造を研究する最も単純な方法は、目に見える銀河をサーベイして宇宙における銀河の3次元分布を構築し、物質分布のパワースペクトルを求めることである。このようなアプローチの実例として、スローン・デジタル・スカイサーベイや2dF銀河赤方偏移サーベイなどがある。
このような構造形成を理解するための重要な道具として計算機によるシミュレーション（N体シミュレーション）がある。宇宙論研究者は数値シミュレーションを用いて、宇宙で物質が重力で凝集し、フィラメントや超銀河団、ボイドといった構造を作る過程を研究している。ほとんどのシミュレーションではバリオンでない冷たいダークマターのみを用いている。この仮定は宇宙の最も大きなスケールでの振る舞いを理解するためには十分なものである。なぜなら我々の宇宙には目に見えるバリオン物質よりもはるかに多くのダークマターが存在するためである。現在ではバリオンも計算に含み、個々の銀河の形成を研究するより高度なシミュレーションも始まっている。宇宙論研究者はこのようなシミュレーションによって、計算結果が銀河のサーベイ観測と一致するか、また不一致がある場合にはその原因を理解できるかどうかを調べている。
またこれ以外にも、遠方の宇宙の物質分布を測定したり宇宙の再電離の時期を検出するための補完的手法がある。例として以下のようなものがある。
- ライマンαの森と呼ばれる、遠方のクエーサーの光に含まれる銀河間ガス雲の吸収線を測定することで、初期宇宙の中性水素原子の分布を測定することができる。
- 中性水素原子の21cm線の吸収線の測定も宇宙論の高精度のテストとして用いることができる。
- ダークマターの重力レンズ効果によって遠方天体の画像が歪む弱い重力レンズ (weak lensing) も研究に用いることができる。

このような手法は、最初のクエーサーがいつ生まれたかといった問題を解く手掛かりとなる可能性がある。

### ダークマター
ビッグバン元素合成や宇宙マイクロ波背景放射、構造形成の研究によって得られる証拠から、我々の宇宙の質量の約25%は非バリオンのダークマターで、目に見えるバリオン物質は約4%に過ぎないことが分かっている。ダークマターの重力効果はよく理解されており、ダークマターは銀河を取り巻くハロー状に存在し、低温（相対論的速度を持たない）で、放射を出さない物質のように振舞う。ダークマターは実験室ではいまだに検出されておらず、その素粒子物理学的性質は全く分かっていない。しかしダークマターの候補は数多く挙げられており、その例としては安定な超対称性粒子、WIMP、アクシオン、MACHOなどがある。また、重力が弱い場合の重力相互作用の式自体を修正する修正ニュートン力学 (MOND) やブレイン宇宙論でダークマターを説明しようとする研究者もいる。
また、活動銀河中心核や大質量ブラックホールなどの銀河中心の物理学からダークマターの正体に関する手掛かりが得られる可能性もある。

### ダークエネルギー
宇宙の曲率(en:Shape of the Universe)が平坦であるとすると、宇宙のエネルギー密度には25%のダークマターと4%のバリオンに加えて71%の別の成分が存在しなければならない。この成分をダークエネルギーと呼ぶ。ダークエネルギーの存在がビッグバン元素合成や宇宙マイクロ波背景放射の観測結果と矛盾しないためには、ダークエネルギーはバリオンやダークマターとは異なり、ハロー状に集積しない必要がある。ダークエネルギーの存在については強い観測的証拠がある。すなわち、宇宙の全質量は既に分かっており、また宇宙の曲率は平坦であることが測定から判明しているが、天体として集合している分の質量を精密に測定した結果、その質量は宇宙を平坦にするには少なすぎることが分かっている。ダークエネルギーの存在は1999年になって、現在の宇宙が（速さは異なるものの）インフレーション期と同様の加速膨張をしていることが観測的に示されたことでさらに強まった。
しかし、ダークエネルギーの性質については、そのエネルギー密度や集積しないという性質以外には何も分かっていない。量子場理論からは宇宙定数がダークエネルギーとよく似た振る舞いをすることが予言されているが、その大きさは実際のダークエネルギーより約120桁も大きい。スティーブン・ワインバーグや多くのひも理論研究者は、この事実を人間原理の証拠として取り上げてきた。彼らは、宇宙定数がこのように小さいのは、宇宙定数が大きな宇宙には生命（や宇宙を観測する物理学者）が存在できないからである、としている。しかし多くの人々はこの説明はダークエネルギーの説明としては不足であることを指摘している。ダークエネルギーに関する別の説明としては、クインテッセンスや大きなスケールでの重力相互作用の修正などがある。これらのモデルが記述するダークエネルギーの宇宙論的効果はダークエネルギーの状態方程式で与えられ、理論ごとに異なる状態方程式に従う。ダークエネルギーの正体は宇宙論における最も困難な問題の一つである。
ダークエネルギーについての理解が進めば、宇宙の終焉がどうなるかという問題にも答が得られる可能性がある。宇宙の歴史において、ダークエネルギーによる現在の加速膨張は、超銀河団よりも大きな構造が作られることを妨げていると考えられる。この加速膨張が将来も続くかどうかは分かっていない。ダークエネルギーが時間的に増加して加速膨張の度合が大きくなればやがてビッグリップを迎えるかもしれないし、あるいは時間とともに減少すれば最終的に宇宙は収縮に転じるかもしれない。

### その他の研究分野
非主流的な宇宙論は過去の、または、現在の科学的コンセンサスに従わない宇宙論の仮説やモデルである。例えば:
- ド・ジッター宇宙（en:De Sitter universe）
- ミルン・モデル（en:Milne model）
- ブランス＝ディッケ理論（en:Brans–Dicke theory）
- ゲーデル解
- 準定常宇宙論（en:Quasi-steady state cosmology）
- ヨーハン・マルリェーのスケールで広がる宇宙 (Scale Expanding Cosmos)
- プラズマ宇宙論
- 本質的赤方偏移（en:Intrinsic redshift）
- 疲れたライト（en:Tired light）

宇宙論でも以下のような問題にも取り組んでいる。
- 我々の宇宙で原始ブラックホールは作られたか、またそれらについて何が起きたか。
- 超高エネルギー宇宙線のGZK限界の問題。またこの問題が高エネルギー領域での特殊相対性理論の破綻を示しているかどうか。
- 等価原理の問題。アインシュタインの一般相対性理論は重力の理論として正しいかどうか、また物理学の基本法則は宇宙のどこでも同じかどうか。

## 関連書籍

### 一般向け
- Brian Greene, The Fabric of the Cosmos, Penguin Books Ltd., 2005, ISBN 0141011114
- Alan Guth, The Inflationary Universe: The Quest for a New Theory of Cosmic Origins, Random House, 1997, ISBN 0224044486
- Hawking, Stephen W., Brief History of Time: From the Big Bang to Black Holes, Bantam Books, Inc., 1998, ISBN 0553380168
- Hawking, Stephen W., Universe in a Nutshell, Bantam Books, Inc., 2001, ISBN 055380202X
- Masreliez, C.J., The Expanding Spacetime Theory. Expanding Spacetime Foundation (2000). ISBN 0-9665844-1-4
- Simon Singh, Big bang: the origins of the universe, Fourth Estate, 2005, ISBN 0007162219
- Steven Weinberg, The First Three Minutes, Basic Books, 1993, ISBN 0465024378

### 教科書
- Cheng, Ta-Pei, Relativity, Gravitation and Cosmology: a Basic Introduction, Oxford University Press, 2005, ISBN 0198529570
- Scott Dodelson, 2003, Modern Cosmology, Academic Press, ISBN 0122191412
- Edward Harrison, 2000, Cosmology: the science of the universe, Cambridge University Press, ISBN 052166148X
- Edward Kolb & Michael Turner, The Early Universe Addison-Wesley, 1988, ISBN 0201116049
- Andrew Liddle, An Introduction to Modern Cosmology, John Wiley, 2003, ISBN 0470848359
- Andrew Liddle & David Lyth, Cosmological Inflation and Large-Scale Structure, Cambridge, 2000, ISBN 0521575982
- Viatcheslav Mukhanov, Physical Foundations of Cosmology, Cambridge University Press, 2005, ISBN 0521563984
- Padmanabhan, T., Structure formation in the universe, Cambridge University Press, 1993, ISBN 0521424860
- John Peacock, Cosmological Physics, Cambridge University Press, 1998, ISBN 0521422701
- P. J. E. Peebles, Principles of Physical Cosmology, Princeton University Press, 1993, ISBN 0691019339
- P. J. E. Peebles, The Large-Scale Structure of the Universe, Princeton University Press, 1980, ISBN 0691082405
- Martin Rees, New Perspectives in Astrophysical Cosmology, Cambridge University Press, 2002, ISBN 0521645441
- Steven Weinberg, Gravitation and Cosmology, John Wiley, 1971 ISBN 0471925675
- Cambridge Cosmology-from the Cambridge University (Public Home Page)
- Cosmology 101 - from the NASA WMAP group
- Origins, Nova Online - Provided by PBS.
- Cosmology -- Cosmology Of The Universe.
- Center for Cosmological Physics. University of Chicago, Chicago, Illinois.
- Dictionary of the History of Ideas:
  - Cosmic Images
  - Cosmology from Antiquity to 1850
  - Cosmology  since 1850
- Cosmos - an Illustrated Dimensional Journey from microcosmos to macrocosmos - from DNA Digital Nature Agency
- Gale, George, "Cosmology: Methodological Debates in the 1930s and 1940s", The Stanford Encyclopedia of Philosophy, Edward N. Zalta (ed.)
- Hoiland, Paul, "Modern Cosmology Examined"Musing on the Evolution of a Cosmos Gouldsboro, Maine.
- Jordan, Thomas F., "Cosmology calculations almost without general relativity". (arXiv.org)
- Madore, Barry F., "Level 5 : A Knowledgebase for Extragalactic Astronomy and Cosmology". Caltech and Carnegie. Pasadena, California, USA.
- Smith, Tony, "Cosmology -- At the Millennium, Experimental Observations tell us a lot about Cosmology".
- Tyler, Pat, and Phil Newman "Beyond Einstein". Laboratory for High Energy Astrophysics (LHEA) NASA Goddard Space Flight Center.
- Wright, Ned. "Cosmology tutorial and FAQ". Division of Astronomy & Astrophysics, UCLA.
- 宇宙論入門
- 宇宙の物質の起源（Koichi Funakubo's Page）